# Янгас, Нестер Кириллович
Нестер Кириллович Янгас (д. Янгасы, Ядринский уезд (ныне Красноармейский район), Казанская губерния, Российская империя, 5 марта (20 февраля) 1909 г. — 5 сентября 1942 г., нижнетагильская тюрьма, СССР) — чувашский прозаик и поэт.
В СП СССР с 1934 года.

## Биография
Нестер Кириллович родился 5 марта (20 февраля) 1909 года в дер. Янгас Цивильского уезда (ныне Красноармейского района Чувашской Республики) Казанской губернии в среднезажиточной крестьянской семье.
Поступил учиться в начальную школу в д. Янгас, затем продолжил учёбу в Убеевской шестилетней и Цивильской двухступенчатой школе. В 1928 году окончил среднее образование в ФЗО при Чебоксарской типографии, начал трудовую деятельность наборщиком.
В 1930 году перешёл на работу в редакцию журнала «Сунтал». А в 1932 году Нестеру Кирилловичу пришлось переехать в Самару, там трудится в типографии редактором-составителем книг.
Активное участие принимал в работе редакции выходившей на Средней Волге чувашской газете «Колхозник».
В 1934 году начинает работать в Чувашском книжном издательстве на должности редактора-составителя. После этого продолжил работать ответственным секретарём в журнале «Сунтал».
В конце 30-х годов Нестер Янгас попадает в жернова репрессий.
Жизнь поэта трагически оборвалась в нижнетагильской тюрьме 5 сентября 1942 года.

## Творческая деятельность
Нестер Янгас пришёл в литературу в 1928 году. Его рассказы, очерки и поэтические переводы на чувашский выходили в периодической печати.

### Книги
- «Сăвăсем», 1930 г.
- «Викторпа шăнкăрч», 1931 г.
- «Ирхи йĕрсем», 1931 г.
- «Кĕркунне», 1935 г.
- «Çул çинче», 1938 г.
- «Чăваш поэзийĕн анталогийĕ», 1939 г.
- «Ӗç кĕввисем», 1940 г.
- «Парне», 1940 г.
- «Михаç», 1940 г.
- «Иккĕмĕш парне», 1941 г.
- «Катя», 1958 г.
- «Лирика», 1961 г.
- «Телейлĕ çул», 1985 г.
- «Улăх кĕвви», 1991 г.
- «Халал», 1999 г.

### Литературные переводы
- А. С. Пушкин «Чаадаева»
- А. С. Пушкин «Ял»
- А. С. Пушкин «Тĕрме çынни»
- А. С. Пушкин «Хĕллехи каç»
- А. С. Пушкин «Хĕллехи ир»
- А. С. Пушкин «Хĕллехи çул»
- А. С. Пушкин «Палăк»
- А. С. Пушкин «Кайăк»
- А. С. Пушкин «Шăпчăкпа куккук» (пурĕ 18 сăвă).
- А. С. Пушкин «Хыт кукар рыцарь» трагеди
- М. Ю. Лермонтов «Тамань»